# Олайнский край
О́лайнский край (латыш. Olaines novads) — административно-территориальная единица в центральной части Латвии, в историко-культурной области Видземе. Край состоит из Олайнской волости и города Олайне, который является центром края. Граничит с Бабитским, Марупским, Кекавским, Озолниекским, Елгавским краями и городом Ригой.

## История
Край был образован 1 июля 2009 года из части расформированного Рижского района. Площадь края составила 297 км².

## Население
На 1 января 2010 года население края составляло 20 517 человек.

### Национальный состав
Национальный состав населения края по итогам переписи населения Латвии 2011 года:
| Национальность | Численность, чел. (2011) | %        |
| -------------- | ------------------------ | -------- |
| Латыши         | 8909                     | 44,29 %  |
| Русские        | 8121                     | 40,37 %  |
| Белорусы       | 1194                     | 5,94 %   |
| Украинцы       | 625                      | 3,11 %   |
| Поляки         | 510                      | 2,54 %   |
| Литовцы        | 213                      | 1,06 %   |
| Другие         | 544                      | 2,70 %   |
| всего          | 20 116                   | 100,00 % |

## Территориальное деление
- город Олайне (латыш. Olaine)
- Олайнская волость (латыш. Olaines pagasts)